# Société des collectionneurs de coins datés et millésimes
La Société des collectionneurs de coins datés et millésimes (SO.CO.CO.DA.MI.) est une association philatélique française créée en 1936.
Ses membres étudient les tirages des timbres-poste. Ces informations permettent de suivre précisément l'évolution de l'impression d'un timbre, notamment les variations dans l'impression, l'apparition de types et de variétés. Pour cela, ces collectionneurs observent de manière systématique les coins datés des feuilles de timbres qu'ils rencontrent dans leurs achats ou en les consultant dans les bureaux de poste. Le classement s'effectue en suivant la méthode du baron de Vinck de Winnezeele.
L'association publie un catalogue de cotations des coins datés, Dernière édition : La Cote des Coins Datés Timbres de France en €uros  2002-2022 (2e édition en 2022). Ses membres fournissent régulièrement les informations sur les derniers tirages connus de timbres d'usage courant de France aux magazines philatéliques qui les publient dans leurs pages « Nouveautés ».